# Moderador nuclear
En ingeniería nuclear, un moderador de neutrones es un medio que reduce la velocidad de los neutrones rápidos, idealmente sin capturarlos, dejándolos como partículas térmicas con solo una mínima energía cinética. Estos neutrones térmicos son inmensamente más susceptibles que los neutrones rápidos a propagar una reacción nuclear en cadena de uranio-235 u otros isótopos fisibles al chocar con sus núcleos atómicos.
El agua (a veces llamada "agua ligera" en este contexto) es el moderador más utilizado (aproximadamente el 75% de los reactores del mundo). Las principales alternativas son grafito sólido (20% de los reactores) y agua pesada (5% de los reactores). El berilio también se ha utilizado en algunos tipos de reactores experimentales y se han sugerido los hidrocarburos como otra posibilidad.

## Moderación
Los neutrones normalmente están unidos a un núcleo atómico y no existen libres por mucho tiempo en la naturaleza. El neutrón no consolidado tiene un semivida de 10 minutos y 11 segundos. La liberación de neutrones del núcleo requiere exceder su energía de unión, que normalmente es de 7 a 9 MeV para la mayoría de los isótopos. Las fuentes de neutrones generan neutrones libres mediante distintas reacciones nucleares, incluidas la fisión nuclear y la fusión nuclear. Cualquiera que sea la fuente de neutrones, se liberan con energías de varios MeV.
Según el teorema de equipartición, el promedio de energía cinética {\displaystyle {\bar {E}}} se puede relacionar con la temperatura {\displaystyle T} a través de la ecuación:
{\displaystyle {\bar {E}}={\frac {1}{2}}m_{n}\langle v^{2}\rangle ={\frac {3}{2}}k_{B}T},
donde {\displaystyle m_{n}} es la masa del neutrón, {\displaystyle \langle v^{2}\rangle } es la velocidad promedio de los neutrones al cuadrado y {\displaystyle k_{B}} es la constante de Boltzmann. La temperatura neutrónica característica de estas partículas con energías de varios MeV es de varias decenas de miles de millones de grados kelvin.
La moderación es el proceso de reducción de la alta velocidad inicial (alta energía cinética) de los neutrones libres. Dado que la energía se conserva, esta reducción de la velocidad de los neutrones se produce mediante la transferencia de energía a un material denominado moderador.
La probabilidad de dispersión de un neutrón desde un núcleo viene dada por la sección transversal de dispersión. Las primeras colisiones con el moderador pueden tener una energía suficientemente alta como para excitar el núcleo del moderador. Tal colisión es inelástica, ya que parte de la energía cinética se transforma en energía potencial excitando parte de los grados de libertad internos del núcleo para alcanzar un estado excitado. A medida que disminuye la energía del neutrón, las colisiones se vuelven predominantemente elásticas, es decir, se conserva la energía cinética total y el momento del sistema (el del neutrón y el del núcleo).
Dadas las matemáticas de las colisiones elásticas, como los neutrones son muy ligeros en comparación con la mayoría de los núcleos, la forma más eficaz de eliminar la energía cinética del neutrón es elegir un núcleo moderador que tenga una masa casi idéntica.

Colisión elástica de masas iguales

Una colisión de un neutrón, que tiene una masa de 1, con un núcleo de 1H (un protón) podría provocar que el neutrón pierda prácticamente toda su energía en una sola colisión frontal. De manera más general, es necesario tener en cuenta tanto las colisiones indirectas como las frontales. La "reducción logarítmica media de la energía de los neutrones por colisión", {\displaystyle \xi }, depende únicamente de la masa atómica, {\displaystyle A}, del núcleo y viene dada por:
{\displaystyle \xi =\ln {\frac {E_{0}}{E}}=1+{\frac {(A-1)^{2}}{2A}}\ln \left({\frac {A-1}{A+1}}\right)}.
Esto puede aproximarse razonablemente a la forma muy simple {\displaystyle \xi \simeq {\frac {2}{A+2/3}}}. De esto se puede deducir {\displaystyle n}, el número esperado de colisiones del neutrón con núcleos de un tipo determinado que se requiere para reducir la energía cinética de un neutrón de {\displaystyle E_{0}} a {\displaystyle E_{1}}:

En un sistema en equilibrio térmico, los neutrones (rojo) son dispersados elásticamente por un moderador hipotético de núcleos de hidrógeno libres (azul), que experimentan un movimiento activado térmicamente. La energía cinética se transfiere entre partículas. Como los neutrones tienen esencialmente la misma masa que los protones y no hay absorción, las distribuciones de velocidad de ambos tipos de partículas estarían bien descritas por una única distribución de Maxwell-Boltzmann

{\displaystyle n={\frac {1}{\xi }}(\ln E_{0}-\ln E_{1})}.

### Elección de materiales moderadores
Algunos núcleos tienen secciones transversales de absorción más grandes que otros, lo que caracteriza su capacidad de eliminar neutrones libres del flujo. Por lo tanto, un criterio adicional para un moderador eficiente es aquel para el cual este parámetro es pequeño. La eficiencia moderadora da la relación entre las secciones transversales macroscópicas de dispersión, {\displaystyle \Sigma _{s}}, ponderadas por {\displaystyle \xi } dividido por el valor de la absorción {\displaystyle \Sigma _{a}}, es decir, {\displaystyle {\frac {\xi \Sigma _{s}}{\Sigma _{a}}}}. Para un moderador compuesto de más de un elemento, como agua ligera o pesada, es necesario tener en cuenta el efecto moderador y absorbente tanto de los isótopos de hidrógeno como del átomo de oxígeno para calcular {\displaystyle \xi }. Para llevar un neutrón de la energía de fisión de {\displaystyle E_{0}} 2 MeV a un {\displaystyle E} de 1 eV se necesita un {\displaystyle n} esperado de 16 y 29 colisiones para H2O y D2O, respectivamente. Por lo tanto, los neutrones son moderados más rápidamente por el agua ligera, ya que H tiene un {\displaystyle \Sigma _{s}} mucho más alto. Sin embargo, también tiene un {\displaystyle \Sigma _{a}} mucho más alto, de modo que la eficiencia de moderación es casi 80 veces mayor para el agua pesada que para el agua ligera.
El moderador ideal es de baja masa, sección transversal de alta dispersión y sección transversal de baja absorción.
|                                            | Hidrógeno | Deuterio | Berilio | Carbono | Oxígeno | Uranio |
| ------------------------------------------ | --------- | -------- | ------- | ------- | ------- | ------ |
| Masa de los núcleos (umas)                 | 1         | 2        | 9       | 12      | 16      | 238    |
| Decremento de energía {\displaystyle \xi } | 1         | 0.7261   | 0.2078  | 0.1589  | 0.1209  | 0.0084 |
| Número de colisiones                       | 18        | 25       | 86      | 114     | 150     | 2172   |

### Distribución de velocidades de neutrones en un medio moderado
Después de suficientes impactos, la velocidad de los neutrones libres será comparable a la velocidad de los núcleos dada por el movimiento térmico. Estas partículas se denominan entonces neutrones térmicos y el proceso también puede denominarse termización. Una vez en equilibrio a una temperatura determinada, la distribución de velocidades (energías) esperadas de esferas rígidas que se dispersan elásticamente viene dada por la distribución de Maxwell-Boltzmann. Esto solo se modifica ligeramente en un moderador real debido a la dependencia de la velocidad (energía) de la sección transversal de absorción de la mayoría de los materiales, de modo que se absorben preferentemente los neutrones de baja velocidad, de modo que la verdadera distribución de velocidad de los neutrones en el núcleo sería ligeramente más caliente de lo previsto.

## Moderadores de reactores
En un reactor de neutrones térmicos, cada núcleo de un elemento combustible pesado, como el uranio, puede absorber un neutrón libre de movimiento lento, lo que hace que se vuelva inestable y luego se divida (según el proceso de fisión nuclear) en dos átomos más pequeños ("productos de la fisión nuclear"). El proceso de fisión de los núcleos de 235U produce dos productos de fisión, dos o tres neutrones libres que se mueven rápidamente, más una cantidad de energía que se manifiesta principalmente en la energía cinética de los productos de fisión en retroceso. Los neutrones libres se emiten con una energía cinética de ~2 MeV cada uno. Debido a que en un evento de fisión de uranio se liberan más neutrones que los neutrones térmicos necesarios para iniciar el proceso, la reacción puede volverse autosostenida (una reacción en cadena) en condiciones controladas, liberando así una enorme cantidad de energía (consúltese el artículo sobre la fisión nuclear).

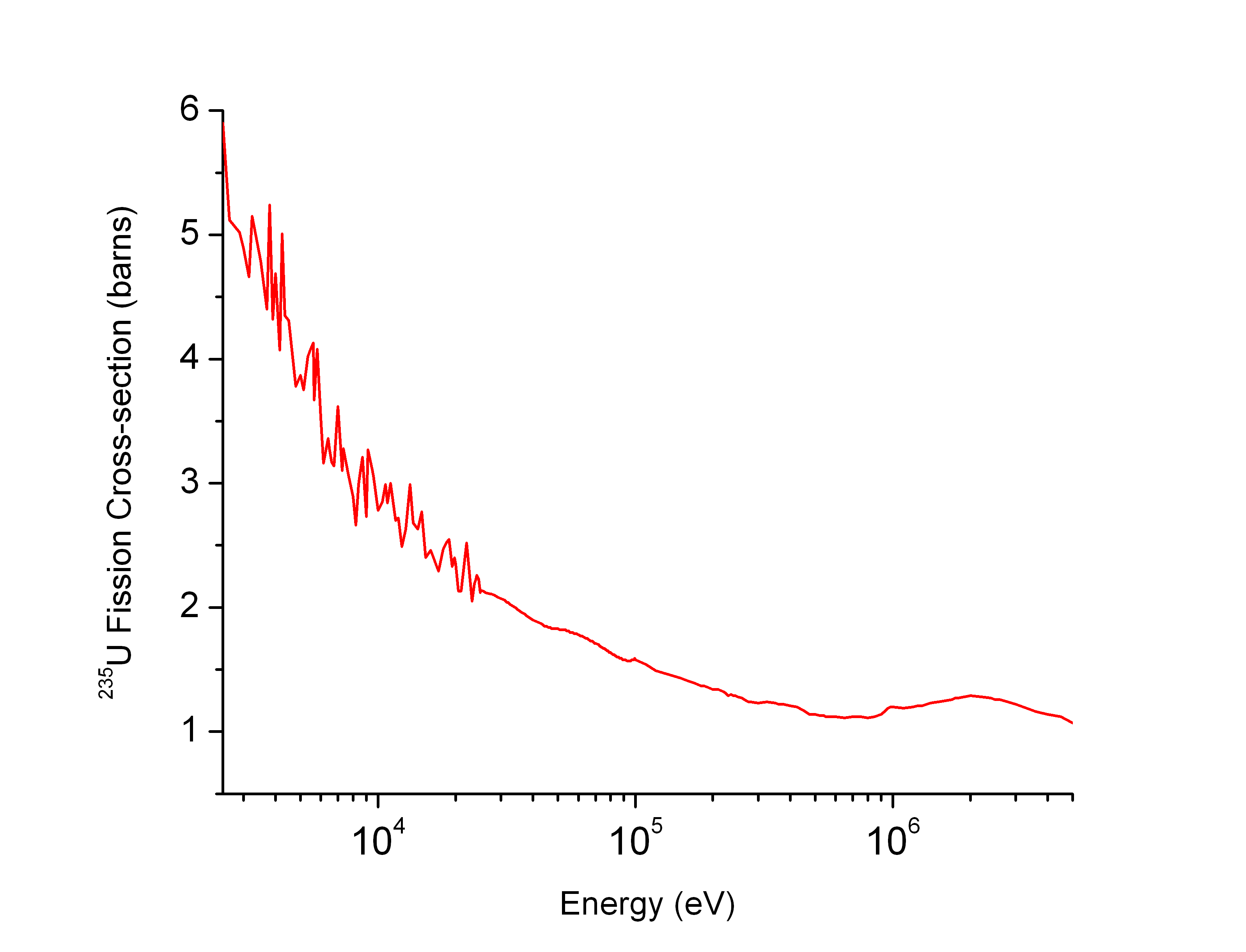
La sección transversal de fisión, medida en barns (una unidad igual a 10^{−28} m^{2}), es una función de la energía (la llamada función de excitación) del neutrón que choca con un núcleo de ^{235}U. La probabilidad de fisión disminuye a medida que aumenta la energía (y la velocidad) de los neutrones. Esto explica por qué la mayoría de los reactores alimentados con ^{235}U necesitan un moderador para mantener una reacción en cadena y por qué eliminar un moderador puede apagar un reactor

La probabilidad de que se produzcan más fisiones está determinada por la sección transversal de fisión, que depende de la velocidad (energía) de los neutrones incidentes. En el caso de los reactores térmicos, es mucho menos probable (aunque no imposible) que los neutrones de alta energía en el rango del MeV causen más fisiones. Los neutrones rápidos recién liberados, que se mueven a aproximadamente el 10% de la velocidad de la luz, deben ser ralentizados o moderados, normalmente a velocidades de unos pocos kilómetros por segundo, si se quiere que causen más fisiones en los núcleos vecinos del 235U y, por lo tanto, poder continuar la reacción en cadena. Esta velocidad resulta ser equivalente a temperaturas en el rango de unos pocos cientos de grados Celsius.
En todos los reactores moderados, algunos neutrones de todos los niveles de energía producirán fisión, incluidos los neutrones rápidos. Algunos reactores están más termizados que otros. Por ejemplo, en un reactor CANDU casi todas las reacciones de fisión son producidas por neutrones térmicos, mientras que en un reactor de agua a presión (PWR) una parte considerable de las fisiones son producidas por neutrones de mayor energía. En el propuesto reactor de agua supercrítica refrigerado por agua (SCWR), la proporción de fisiones rápidas puede exceder el 50%, lo que lo convierte técnicamente en un reactor de neutrones rápidos.
Un reactor de neutrones rápidos no utiliza moderador, sino que depende de la fisión producida por neutrones rápidos no moderados para sostener la reacción en cadena. En algunos diseños de reactores rápidos, hasta el 20% de las fisiones pueden provenir de la fisión directa de neutrones rápidos del uranio-238, un isótopo que no es fisible en absoluto con neutrones térmicos.
Los moderadores también se utilizan en fuentes de neutrones que no son reactores, como las de plutonio-berilio (usando la reacción 9
Be(α,n)12
C) y las fuentes de espalación (usando reacciones (p,xn) con elementos pesados ricos en neutrones como objetivos).

## Forma y ubicación
La forma y ubicación del moderador pueden influir en gran medida en el coste y la seguridad de un reactor. Clásicamente, los moderadores eran bloques mecanizados con precisión de grafito de alta pureza con conductos integrados para disipar el calor. Estaban en la parte más caliente del reactor y, por lo tanto, sujetos a corrosión y ablación. En algunos materiales, incluido el grafito, el impacto de los neutrones con el moderador puede hacer que el moderador acumule cantidades peligrosas de energía de Wigner. Este problema condujo al grave incendio de Windscale, acontecido en 1957 en Windscale Piles, un complejo de reactores nucleares del Reino Unido. En un reactor moderado por grafito enfriado por dióxido de carbono donde el refrigerante y el moderador están en contacto entre sí, debe tenerse en cuenta la reacción de Boudouard. Este también es el caso si los elementos combustibles tienen una capa exterior de carbono (como en algunos combustibles combustibles nucleares) o si una capa interna de carbono queda expuesta por el fallo de una o varias capas externas.
Los moderadores de algunos reactores modulares de lecho de bolas no solo son simples, sino también económicos: el combustible nuclear está incrustado en esferas de carbón pirolítico de grado reactor, aproximadamente del tamaño de pelotas de tenis. Los espacios entre las bolas sirven como conductos. El reactor funciona por encima de la temperatura de recocido de Wigner para que el grafito no acumule cantidades peligrosas de energía de Wigner.
En los reactores de los tipos CANDU y PWR, el moderador es agua líquida (agua pesada para los CANDU, y agua ligera para los PWR). En caso de un accidente por pérdida de refrigerante en un PWR, el moderador también se pierde y la reacción se detendrá. Este coeficiente moderador negativo es una característica de seguridad importante de estos reactores. En los CANDU, el moderador está ubicado en un circuito de agua pesada separado, que rodea los canales de refrigerante de agua pesada presurizada. El agua pesada ralentizará una porción significativa de neutrones hasta la resonancia integral del 238
U, aumentando la captura de neutrones en este isótopo que constituye más del 99% del uranio en el combustible CANDU, disminuyendo así la cantidad de neutrones disponibles para la fisión. Como consecuencia, eliminar parte del agua pesada aumentará la reactividad hasta que se elimine tanta cantidad que se proporcione muy poca moderación para mantener la reacción. Este diseño otorga a los reactores CANDU un coeficiente moderador positivo, aunque la cinética de neutrones más lenta de los sistemas moderados con agua pesada compensa esta circunstancia, lo que lleva a una seguridad comparable a la de los PWR. En el RBMK moderado con grafito enfriado por agua ligera, un tipo de reactor concebido originalmente para permitir la producción de plutonio apto para armas y grandes cantidades de calor utilizable mientras se utiliza uranio natural y se renuncia al uso de agua pesada, el refrigerante de agua ligera actúa principalmente como un absorbente de neutrones y por lo tanto, su eliminación en un accidente por pérdida de refrigerante o mediante la conversión de agua en vapor "aumentará" la cantidad de neutrones térmicos disponibles para la fisión. Después del accidente de Chernóbil, el problema se solucionó de modo que todos los reactores del tipo RBMK que aún están en funcionamiento tienen un coeficiente moderador ligeramente negativo, pero ahora requieren un mayor grado de enriquecimiento de uranio en su combustible.

## Impurezas en los moderadores
Los buenos moderadores, como el boro, deben estar libres de impurezas que absorban neutrones. En las centrales nucleares comerciales, el moderador suele contener boro disuelto. Los operadores pueden cambiar la concentración de boro del refrigerante del reactor agregando ácido bórico o diluyéndolo con agua para manipular la potencia del reactor. El Programa Nuclear Nazi sufrió un revés sustancial cuando sus económicos moderadores de grafito no funcionaron. En aquella época, la mayoría de los elementos de grafito se depositaban sobre electrodos de boro, y en consecuencia el grafito comercial alemán contenía demasiado boro. Dado que el programa alemán en tiempos de guerra nunca descubrió este problema, se vieron obligados a utilizar moderadores mucho más caros y difíciles de obtener como el agua pesada. Este problema fue descubierto por el famoso físico Leó Szilárd.

## Moderadores sin grafito
Algunos moderadores son bastante caros, por ejemplo el berilio y el agua pesada apta para reactores. El agua pesada de grado reactor debe tener una pureza del 99,75% para permitir reacciones con uranio no enriquecido. Esto es difícil de preparar porque el agua pesada y el agua normal forman los mismos enlaces casi de la misma manera, solo con velocidades ligeramente diferentes.
El moderador de agua ligera, mucho más económico (esencialmente agua normal muy pura), absorbe demasiados neutrones para usarse con uranio natural no enriquecido y, por lo tanto, se necesita uranio enriquecido o reprocesamiento nuclear para operar dichos reactores, lo que aumenta los costos generales. Tanto el enriquecimiento como el reprocesamiento son procesos costosos y tecnológicamente desafiantes y, además, tanto el enriquecimiento como varios tipos de reprocesamiento pueden usarse para crear material utilizable para armas, lo que genera preocupaciones sobre la proliferación de este tipo de artefactos bélicos. Actualmente se están desarrollando sistemas de reprocesamiento que reduzcan este problema.
El moderador del reactor CANDU también funciona como una característica de seguridad. Un gran tanque de agua pesada a baja temperatura y presión modera los neutrones y también actúa como disipador de calor en condiciones extremas en caso de accidente por pérdida de refrigerante. El agua pesada está separada de las barras de combustible que realmente generan el calor. El agua pesada es muy eficaz para ralentizar (moderar) los neutrones, lo que da a los reactores CANDU su característica importante y definitoria de alta "economía de neutrones". A diferencia de un reactor de agua ligera, donde agregar agua al núcleo en un accidente podría proporcionar moderación suficiente para hacer que un conjunto subcrítico vuelva a ser crítico, los reactores de agua pesada disminuirán su reactividad si se agrega agua ligera al núcleo, lo que proporciona otra característica de seguridad importante en el caso de determinados escenarios de accidente. Sin embargo, cualquier agua pesada que se mezcle con el agua ligera del refrigerante de emergencia se diluirá demasiado para ser útil sin la posterior separación de isótopos.

## Diseño de armas nucleares
Las primeras especulaciones sobre las armas nucleares suponían que una "bomba atómica" sería una gran cantidad de material isótopo fisible, controlada por un moderador de neutrones, y similar en estructura a un reactor nuclear o "pila". Los responsables del Proyecto Manhattan fueron los primeros en adoptar la idea de una reacción en cadena de temperatura neutrónica en uranio o plutonio metálico puro. Los estadounidenses también consideraron otros diseños moderados; las propuestas incluían el uso de deuteruro de uranio como material fisionable. En 1943 Robert Oppenheimer y Niels Bohr consideraron la posibilidad de utilizar una "pila" como arma. La motivación fue que con un moderador de grafito sería posible lograr la reacción en cadena sin el uso de ninguna separación isotópica. Sin embargo, el plutonio se puede producir ("criar") con una pureza isotópica suficiente como para poder utilizarlo en una bomba, y luego "sólo" debía separarse químicamente, un proceso mucho más fácil que la separación de isótopos, aunque sigue siendo un desafío. En agosto de 1945, cuando la información sobre el bombardeo atómico de Hiroshima fue transmitida a los científicos del Proyecto Uranio, enterrado en Farm Hall en Inglaterra, el científico jefe Werner Heisenberg planteó la hipótesis de que el dispositivo debía haber sido "algo así como un reactor nuclear, con los neutrones ralentizados por muchas colisiones con un moderador". El programa alemán, que había estado mucho menos avanzado, ni siquiera había considerado la opción del plutonio y no descubrió un método factible de separación de isótopos a gran escala en el uranio.
Tras el éxito del proyecto Manhattan, todos los principales programas de armas nucleares han dependido de neutrones rápidos en sus diseños. La excepción notable son las explosiones de prueba Ruth y Ray de la Operación Upshot-Knothole. El objetivo de los diseños del Laboratorio Nacional Lawrence Berkeley era la exploración de cargas de polietileno deuterado que contenían uranio: chapter 15  como candidato a combustible termonuclear,: 203  con la esperanza de que el deuterio se fusionara (convirtiéndose en un medio activo) si se comprimía adecuadamente. Si tenían éxito, los dispositivos también podrían conducir a un núcleo primario compacto que contuviese una cantidad mínima de material fisionable y lo suficientemente potente como para producir la ignición del arma termonuclear denominada RAMROD: 149  diseñada en ese momento por la UCRL (el Laboratorio de la Universidad de California). Para un núcleo primario de "hidruro", el grado de compresión no sería suficiente para que el deuterio se fusionara, pero el diseño podría someterse a refuerzo, aumentando considerablemente su rendimiento.: 258  Los núcleos consistía en una mezcla de deuteruro de uranio (UD3),: 202  y polietileno deuterado. El núcleo probado en Ray utilizó uranio poco enriquecido en U235, y en ambos casos el deuterio actuó como moderador de neutrones.: 260  El rendimiento previsto era de 1,5 a 3 kt para Ruth (con un rendimiento potencial máximo de 20 kt: 96 ) y de 0,5 a 1 kt para Ray. Las pruebas produjeron rendimientos de 200 toneladas de TNT cada una; ambas pruebas fueron consideradas fracasos.
El principal beneficio de utilizar un moderador en un explosivo nuclear es que la cantidad de material fisionable necesaria para alcanzar el estado crítico puede reducirse considerablemente. La desaceleración de los neutrones rápidos aumentará la sección transversal optimizando la captura neutrónica, reduciendo así la masa crítica. Sin embargo, un efecto secundario es que a medida que avanza la reacción en cadena, el moderador se calentará, perdiendo así su capacidad de enfriar los neutrones.
Otro efecto de la moderación es que aumenta el tiempo entre generaciones posteriores de neutrones, lo que ralentiza la reacción. Esto hace que la contención de la explosión sea un problema; la inercia que se utiliza para confinar las bombas del tipo de implosión no podrá limitar la reacción. El resultado puede ser un fracaso en lugar de una explosión.
Por lo tanto, el poder explosivo de una detonación totalmente moderada es limitado. En el peor de los casos, puede ser igual al de un explosivo químico de masa similar. Citando nuevamente a Heisenberg: "Nunca se puede hacer un explosivo con neutrones lentos, ni siquiera con la máquina de agua pesada, ya que entonces los neutrones solo van con velocidad térmica, con el resultado de que la reacción es tan lenta que el artefacto explota antes, antes de que la reacción está completa."
Si bien una bomba nuclear que funcione con temperatura neutrónica puede no ser práctica, los diseños de armas modernas aún pueden beneficiarse de cierto nivel de moderación. Así, por ejemplo, una capa de berilio utilizada como reflector de neutrones también actúa como moderador.

## Materiales utilizados
- Hidrógeno, como en el caso del "agua ligera" ordinaria. Debido a que el protio también tiene una sección de cruce significativa para la captura neutrónica, solo es posible una moderación limitada sin perder demasiados neutrones. Es relativamente más probable que los neutrones menos moderados sean capturados por el uranio-238 y menos probable que fisionen el uranio-235, por lo que los reactores de agua ligera requieren uranio enriquecido para funcionar.
  - También hay propuestas para utilizar el compuesto formado por la reacción química de uranio metálico e hidrógeno (hidruro de uranioUH3) como combinación de combustible y moderador en un nuevo tipo de reactor (denominado módulo de energía nuclear autorregulable moderado por hidrógeno).
  - El hidrógeno también se utiliza como componente del metano líquido criogénico y, a veces, en forma de hidrógeno líquido como fuente de temperatura neutrónica en algunos reactores de investigación, lo que permite producir una distribución de Maxwell-Boltzmann para los neutrones cuyo máximo está desplazado a energías mucho más bajas.
  - En algunos de los primeros experimentos alemanes se utilizó hidrógeno combinado con carbono en forma de parafina.
- Deuterio, en forma de agua pesada, en reactores de agua pesada a presión, como por ejemplo el reactor CANDU. Los reactores moderados con agua pesada pueden utilizar uranio natural no enriquecido.
- Carbono, en forma de grafito[7] o carbono pirolítico de grado reactor, utilizado, por ejemplo, en el RBMK y en el reactor modular de lecho de bolas, o en compuestos, como por ejemplo el dióxido de carbono. Como el dióxido de carbono contiene el doble de átomos de oxígeno que átomos de carbono y ambos tienen efectos moderadores y absorbentes de neutrones en un rango similar (véase arriba), una parte significativa de la moderación en un reactor moderado por dióxido de carbono (aún por construir) sería en realidad proveniente del oxígeno. Los reactores de temperatura más baja son susceptibles a la acumulación de energía de Wigner en el material. Al igual que los reactores moderados por deuterio, algunos de estos dispositivos pueden utilizar uranio natural no enriquecido.
  - También se permite deliberadamente calentar el grafito a alrededor de 2000 K o más en algunos reactores de investigación para producir una fuente de neutrones calientes, para obtener una distribución de Maxwell-Boltzmann cuyo máximo se distribuye para generar neutrones de mayor energía.
- Berilio, en forma de metal. Es un elemento caro y tóxico, por lo que su uso es limitado.
- Litio-7, en forma de sal (fluoruro de litio), normalmente junto con otra sal (fluoruro de berilio FLiBe). Este es el tipo de moderador más común en los reactores de sal fundida.

Otros materiales con núcleos ligeros no son adecuados por diversas razones. El helio es un gas y requiere un diseño especial para lograr una densidad suficiente, y el litio-6 y el boro-10 absorben neutrones.
| Moderador                   | Reactores | Diseño              | País                                                                                    |
| --------------------------- | --------- | ------------------- | --------------------------------------------------------------------------------------- |
| Ninguno (Neutrones rápidos) | 2         | BN-600, BN-800      | Rusia (2)                                                                               |
| Grafito                     | 25        | AGR, Magnox, RBMK   | Reino Unido (14), Rusia (9)                                                             |
| Agua pesada                 | 29        | Reactor CANDU, PHWR | Canadá (17), Corea del Sur (4), Rumanía (2), China (2), India (18), Argentina, Pakistán |
| Agua ligera                 | 359       | PWR, BWR            | 27 países                                                                               |